# Liste der Kulturdenkmale in Loit
In der Liste der Kulturdenkmale in Loit sind alle Kulturdenkmale der schleswig-holsteinischen Gemeinde Loit (Kreis Schleswig-Flensburg) aufgelistet (Stand: 14. April 2025).

## Legende
In den Spalten befinden sich folgende Informationen:
- Objekt-ID: die Nummer des Kulturdenkmales
- Lage: die Adresse des Kulturdenkmales und die geographischen Koordinaten. Kartenansicht, um Koordinaten zu setzen. In der Kartenansicht sind Kulturdenkmale ohne Koordinaten mit einem roten Marker dargestellt und können in der Karte gesetzt werden. Kulturdenkmale ohne Bild sind mit einem blauen Marker gekennzeichnet, Kulturdenkmale mit Bild mit einem grünen Marker.
- Offizielle Bezeichnung: Bezeichnung des Kulturdenkmales
- Beschreibung: die Beschreibung des Kulturdenkmales
- Bild: ein Bild des Kulturdenkmales

## Sachgesamtheiten
| Objekt-ID      | Lage                                    | Offizielle Bezeichnung | Beschreibung | Bild                             |
| -------------- | --------------------------------------- | ---------------------- | --- | -------------------------------- |
| 40952 Wikidata | Kirchenweg (54° 36′ 41″ N, 9° 42′ 1″ O) | Kirche Loit            | Aktualisierung vorgesehen - Begründung: geschichtlich, künstlerisch, städtebaulich, Kulturlandschaft prägend - Schutzumfang: Kirche mit Ausstattung, Kirchhof, Granitböschungsmauern, Baumkranz (Linden, Ulmen) | weitere Fotos \| Fotos hochladen |

## Bauliche Anlagen
| Objekt-ID     | Lage                                        | Offizielle Bezeichnung | Beschreibung | Bild                             |
| ------------- | ------------------------------------------- | ---------------------- | --- | -------------------------------- |
| 5189 Wikidata | Dorfstraße (54° 36′ 37″ N, 9° 41′ 51″ O)    | Hofanlage: Wohnhaus    | Alteintragung (Aktualisierung vorgesehen) - Begründung: Alteintragung (Aktualisierung vorgesehen) - Schutzumfang: Alteintragung (Aktualisierung vorgesehen) - Denkmaltyp: Bauliche Anlage | BW                               |
| 6541 Wikidata | Dorfstraße 22 (54° 36′ 37″ N, 9° 41′ 50″ O) | Wohnhaus               | Wohnhaus; 1756, 1845; Wohnhaus eines ehem. Dreiseithofes, eingeschossiger traufständiger Putzbau mit pfannengedecktem Halbwalmdach und Eckrustika, mittig firsthoher Frontgiebel über vier Achsen, die äußeren beiden Achsen leicht vorgezogen mit hohen Fenstern in Korbbogennischen, Mitteleingang mit zweiflügeliger Holz-Füllungstür mit rundbogigem Oberlicht und Halbsäulenädikula, Giebeldreieck vorkragend mit dreieckigem Fenster - Begründung: geschichtlich, künstlerisch, Kulturlandschaft prägend - Schutzumfang: gesamtes Objekt - Denkmaltyp: Bauliche Anlage | Fotos hochladen                  |
| 3151 Wikidata | Kirchenweg (54° 36′ 41″ N, 9° 42′ 1″ O)     | Kirche mit Ausstattung | Alteintragung (Aktualisierung vorgesehen) - Begründung: geschichtlich, künstlerisch, städtebaulich - Schutzumfang: gesamtes Objekt - Denkmaltyp: Bauliche Anlage, Sachgesamtheit: Kirche Loit | weitere Fotos \| Fotos hochladen |

## Gründenkmale
| Objekt-ID      | Lage                                    | Offizielle Bezeichnung | Beschreibung | Bild            |
| -------------- | --------------------------------------- | ---------------------- | --- | --------------- |
| 43398          | Dorfstraße (54° 36′ 49″ N, 9° 42′ 8″ O) | Doppeleiche            | Doppeleiche; 1898; zum 50-jährigen Jubiläum der Schleswig-Holsteinischen Erhebung gepflanzt - Begründung: geschichtlich, wissenschaftlich, städtebaulich - Schutzumfang: Doppeleiche, Gedenkstein - Denkmaltyp: Gründenkmal       | Fotos hochladen |
| 26400 Wikidata | Kirchenweg (54° 36′ 41″ N, 9° 42′ 4″ O) | Kirchhof               | Alteintragung (Aktualisierung vorgesehen) - Begründung: geschichtlich, Kulturlandschaft prägend - Schutzumfang: Kirchhof, Granitböschungsmauern, Baumkranz (Linden, Ulmen) - Denkmaltyp: Gründenkmal, Sachgesamtheit: Kirche Loit | Fotos hochladen |

## Quelle
- Liste der Kulturdenkmale in Schleswig-Holstein – Kreis Schleswig-Flensburg